# Дунайська флотилія (Румунія)
Румунська Дунайська флотилія — умовна назва річкових сил Румунії на Дунаї та його притоках, утворення яких почалося в XIX столітті, ще до проголошення незалежності від Османської імперії. Річкові сили Румунії брали активну участь у Російсько-турецькій війні (1877—1878), Першій і Другій світових війнах.

## Історія

### 1860—1914рр.
22 жовтня 1860 р. річкові сили двох князівств — Молдавії і Валахії — були об'єднані і отримали назву «Корпус флотилії». Першим командиром флотилії був призначений полковник Ніколає Стеріаде, а першою базою і штаб-квартирою став Ізмаїл. Прапор флотилії включав в себе традиційні кольори і символи прапорів Молдавії та Валахії, а в 1861 р. була введена нова темно-синя уніформа. Був затверджений новий прапор — горизонтальні смуги національних кольорів з гербом і написом «Честь і вітчизна». У 1865 р. у складі флотилії, що базувалася в Бреїлі, було 15 офіцерів, 2 лікаря, 8 барабанщиків, 4 унтер-офіцера, 23 цивільних службовців і 360 рядового складу; корабельний склад включав колісний пароплав «Румунія», вісім канонерських човнів, до яких у 1867 р. додався побудований у Лінці другий пароплав «Штефан чел Маре».
17 листопада 1872 р. в Галаці була заснована перша Спеціальна Школа для офіцерів і молодших офіцерів. А в 1873 р. флотилія отримала перший сучасний корабель — канонерський човен «Фульджерул», побудований в Тулоні. У 1875 р. флотилія поповнилася також мінним катером «Риндуніка», побудованим на верфі «Ярроу» в Лондоні. З цими силами румунська флотилія вступила у Війну за незалежність (таку назву отримала російсько-турецька війна 1877-78 рр. в Румунії). Катер «Риндуніка» потопив турецький монітор «Сейфі».
Після закінчення війни румунські сили на Дунаї, так само як і створені морські сили, активно розвивалися. До початку Першої світової війни були реалізовані (всі не у повному обсязі) три кораблебудівні програми — 1883-85 рр., 1886-88 рр. і 1906-08 рр. Остання з цих програм дозволила створити дійсно значні сили на Дунаї. У першому десятилітті XX століття у стрій вступили найсильніші монітори типу «Іон К. Братіану», побудовані в Австро-Угорщині на верфі «Стабіліменто Текніко Триієстіно» в Трієсті. У доповнення до них в Англії були замовлені вісім міноносок, названих на честь учасників Війни за незалежність. Церемонія введення до складу флотилії відбулася 19 вересня 1907 р. в Галаці. У 1908 р. у складі річкових сил Румунії вже значилися понад тридцять кораблів різних класів (монітори, канонерські човни, міноноски, сторожові катери, один поліцейський пароплав і сім моторних поліцейських човнів). Чисельність сил досягла 65 офіцерів і 1212 нижніх чинів.

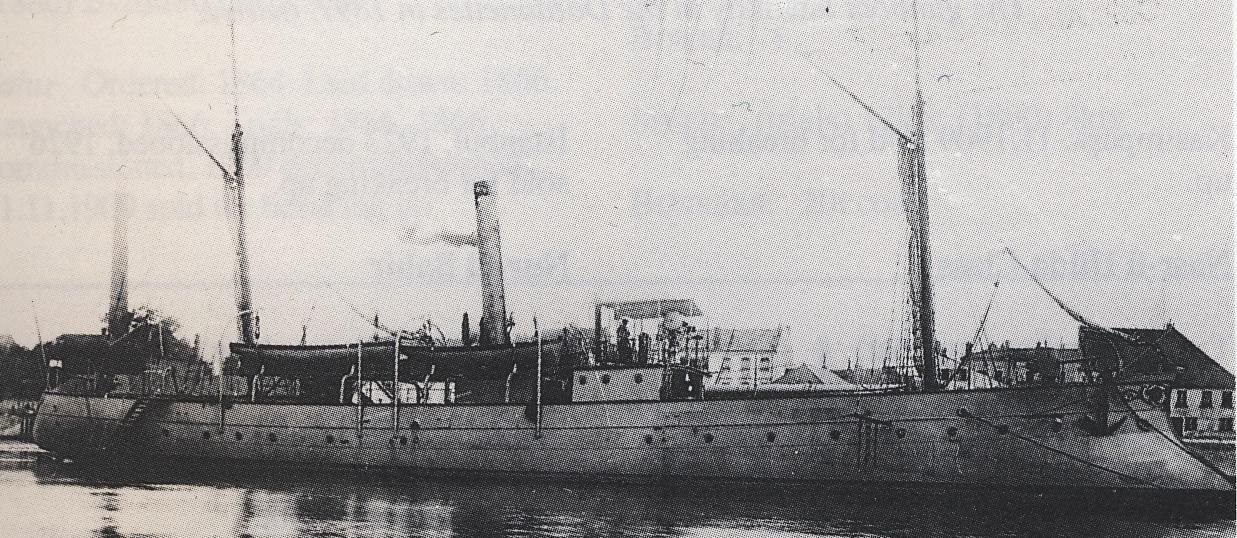
Румунський річковий канонерський човен типу «Oltul»

Нова організація була затверджена в 1896 р.: військово-морські сили (Корпус флотилії, що існував з 1860 р.) були реорганізовані, і були утворені Морська дивізія (Divizia de Mare) і Дунайська дивізія (Divizia de Dunăre).

### Перша світова війна
Початок Першої світової війни Румунія зустріла як нейтральна держава. Але до літа 1916 р. вона прийняла сторону країн Антанти і вступила у війну. Бойові дії розпочалися і на Дунаї. Секретною службою було розроблено план нічної атаки австро-угорських кораблів, що базувалися на базі  Русе. Для участі в операції були залучені парові катери Гідрографічної служби (Serviciul Hidraulic) та переведені у Джурджу, найближчий до Русе румунський порт. За день до початку війни у Джурджу були доставлені 8 торпед і з Бухареста, а також прибули командири «міноносців» — лейтенант-командор Петра Бэрбуньяну (катер «Кетіна»), капітани Аурел Негулеску (катер «Риндуніка») і Олександру Георгью (катер «Бужореску»). Торпеди встановили на дерев'яні каркаси і з допомогою мотузок закріпили по бортах катерів.
О 20.30 27 серпня (н. ст.) 1916 року (за півгодини до офіційного оголошення війни) 3 румунських катери вийшли з Джурджу і попрямували до Русе. «Риндуніка», маючи перевагу у швидкості, першим досяг австро-угорських кораблів і випустив торпеду (друга торпеда застрягла в каркасі) у найближчий монітор (ним виявився «Бодрог»). Пролунав вибух, на австро-угорських кораблях включили бойове освітлення та відкрили рушничний і кулеметний вогонь. Командири двох інших катерів, вважаючи себе виявленими, випустили свої торпеди (4, ще 2 застрягли в пускових установках) з дуже великої дистанції, після чого всі румунські катери без втрат відійшли до румунського берегу. Торпеда «Риндуніка», як виявилося, потрапила в баржу, пришвартовану до борту «Бодрога». Інші кораблі не постраждали.
Після атаки 27 серпня австро-угорські монітори відійшли до Белене. Румунські монітори брали участь в обороні Тутракана, надавали допомогу російсько-румунському флангу в Добруджі. У цілому румунська флотилія залишалася пасивною; в Румунії працювали французька військово-морська місія (4 офіцери і 31 нижній чин) і російський загін (47 офіцерів і 1800 нижніх чинів), які планували активні операції проти австро-угорських та німецьких річкових сил, однак, поразка на фронті не дозволила їх реалізувати. 5 грудня німецькі війська вступили в Бухарест, а румунські та російські кораблі відійшли на Нижній Дунай.

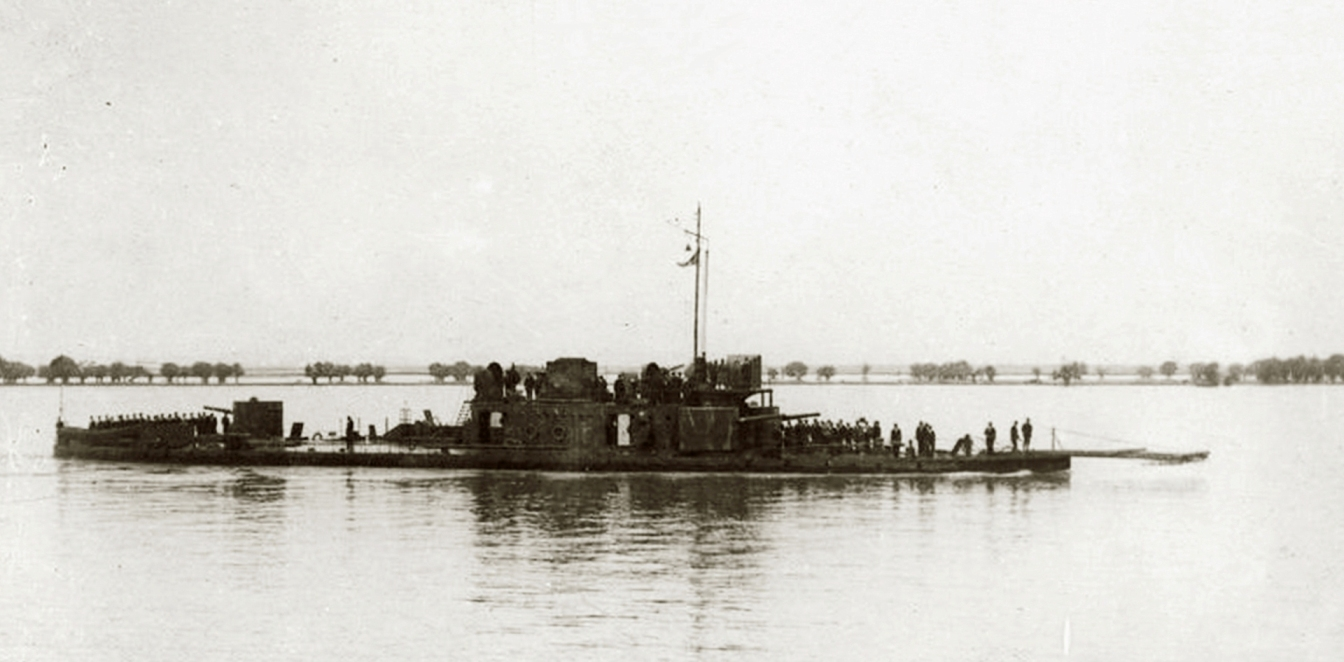
Румунський монітор типу «Bratianu» у 1917.

«Річковий» фронт залишався незмінним протягом 1917 р.: сили Австро-Угорщини і Німеччини контролювали Браїлу, Ісакчі і Тульчу, румуни та росіяни — Галац, Рені, Ізмаїл і Сулину. Протягом цього часу активні бойові дії більш не велися аж до фактичного виходу Росії з війни. 9 грудня у Фокшанах Румунія підписала перемир'я з Центральними державами, а 7 травня 1918 р. — Бухарестський мирний договір.
На початку 1918 р. румунські кораблі підтримували операцію по окупації Бессарабії, в якій відбулися зіткнення з колишньої союзною російської дунайською флотилією. А в листопаді того ж року Румунія знову виступила проти Центральних держав, встигнувши захопити значну кількість кораблів і суден на Дунаї і забезпечивши собі місце серед переможців.

### Міжвоєнний період та участь у Другій світовій війні
Після закінчення Першої світової війни і підписання мирних договорів з Австрією та Угорщиною Румунія отримала право на репарації — три монітора колишньої Австро-Угорської Дунайської флотилії. 15 квітня 1920 р. румунські екіпажі взяли «Темеш», «Інн» і «Сава», які отримали нові імена — «Ардял», «Басарабия» та «Буковина».
У міжвоєнний період монітори були модернізовані: «Ардял» в 1929 р., «Буковина» в 1936-37 рр., чотири типи «Іон К. Бретіану» у 1937-38 рр. Лише монітор «Басарабія» пройшов модернізацію в самий розпал Другої світової війни — у 1942-43 рр.

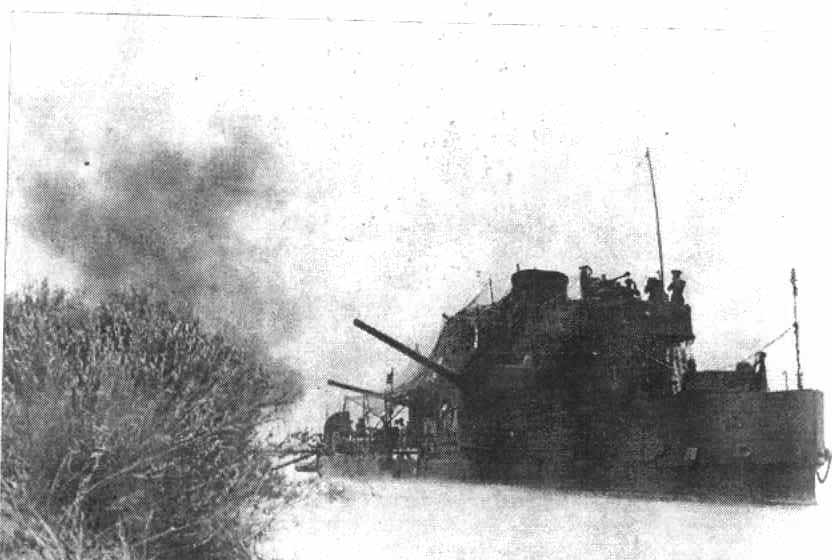
Монітор «Mihail Kogălniceanu», 1941.

До початку Другої світової війни Румунія володіла найбільшими річковими силами на Дунаї. Корабельний склад включав в себе сім моніторів, сторожові катери і плавучі батареї. Кораблі традиційно базувалися у районі Галац-Браїлу. До 1944 р., вони займалися рутинною роботою по забезпеченню судноплавства на стратегічно важливому для Німеччини і Румунії Дунаї.
До 1 липня 1944 р. Дунайська дивізія румунів включала в себе дивізіон моніторів (7 одиниць), тральщики (близько 15 одиниць), групу сторожових катерів (7 одиниць), бази ППО (близько 20 одиниць), допоміжні судна та полк морської піхоти. Ці сили готувалися до відбиття наступу радянських військ.
23 серпня 1944 року, в розпал радянської яссько-кишинівської операції, у Румунії стався державний переворот, Іон Антонеску був арештований, було оголошено про вихід країни з війни. В період невизначеності деякі румунські частини підтримали переворот, інші продовжували боротися проти радянських військ. 24 серпня монітори «Міхаїл Когэльнічану» і «Ласкар Катарджіу» були потоплені радянською авіацією в Кілійському гирлі. 26 серпня в Ізмаїл прибув командир 3-го румунського стрілецького корпусу і командувач Дунайської дивізії контр-адмірал Стояновічі, які почали переговори з військовою радою радянської Дунайської флотилії. Командувачу румунськими річковими силами був пред'явлений ультиматум: здати всі кораблі до 12 години 27 серпня, який був прийнятий (пізніше за невиконання умов ультиматуму контр-адмірал Стояновічі був заарештований). Монітор «Іон К. Бретіану» був зданий радянським військам 26 серпня в Ізмаїлі, «Басарабия» і «Буковина» були здані 27 серпня, «Ардял» зданий 28 серпня, «Олександр Лаховари» зданий 29 серпня в Ізмаїлі.
Наприкінці серпня відбулися бойові зіткнення між колишніми союзниками на Дунаї: румунські кораблі і частини взяли участь у діях проти бойової групи Зіеба, великої групи німецьких кораблів, що намагалася прорватися нагору по річці з Браїли, а також інших німецьких частин. Значні бої відбувалися в Хиршове, Чернаводе, Келераші, Олтенице, Зимнице, Турну-Мегуреле, Корабіі, Турну-Северін і Орсове. В результаті німецькі частини були витіснені з Румунії, захоплено значну кількість кораблів і військового майна.

### Після Другої світової війни
Відповідно до радянсько-румунської угоди від 11 вересня 1945 р. Румунії були повернуті три колишніх сторожових катери типу «Капітан Миколу Ласкар Богдан», бронекатер і 6 інших катерів. У 1947 р. флотилія була розформована і знову утворена в наступному році у Джурджу. Розвиток річкових сил проводилося при тісній співпраці і допомоги радянських військових радників. У червні 1951 р. були повернуті і п'ять моніторів разом з шістьма катерами. Кораблі отримали нові позначення М-201 (колишній «Маріуполь»), М-202 (колишній «Азов»), М-205 («Ізмаїл»), М-206 (колишній «Керч») і М-207 (колишній «Бердянськ»). У наступному році СРСР передали так само 6 бронекатерів (за іншими даними, 5).
У 1950-ті рр. річкові сили отримали й нові кораблі: з Польщі були доставлені і спущені на воду вісім тральщиків типу VD 421 (радянський проект 151). Однак, з роззброєнням в 1959-60 рр. моніторів потенціал флотилії був досить скромним.
Організаційно річкові сили кілька разів змінювалися (змінювалися і назви: 145-я Дунайська флотилія, Дунайська флотилія, 230-та військово-морська річкова бригада), поки в 1959 р. флотилія не була перейменована в Річкову бригаду (Brigada Fluvialâ). В цей час СРСР взяв курс на створення об'єднаних збройних сил країн Варшавського договору, більшість флотилій країн-учасниць договору на Дунаї були реорганізовані; Румунія відправила на злам 13 старих суден, у тому числі монітори.

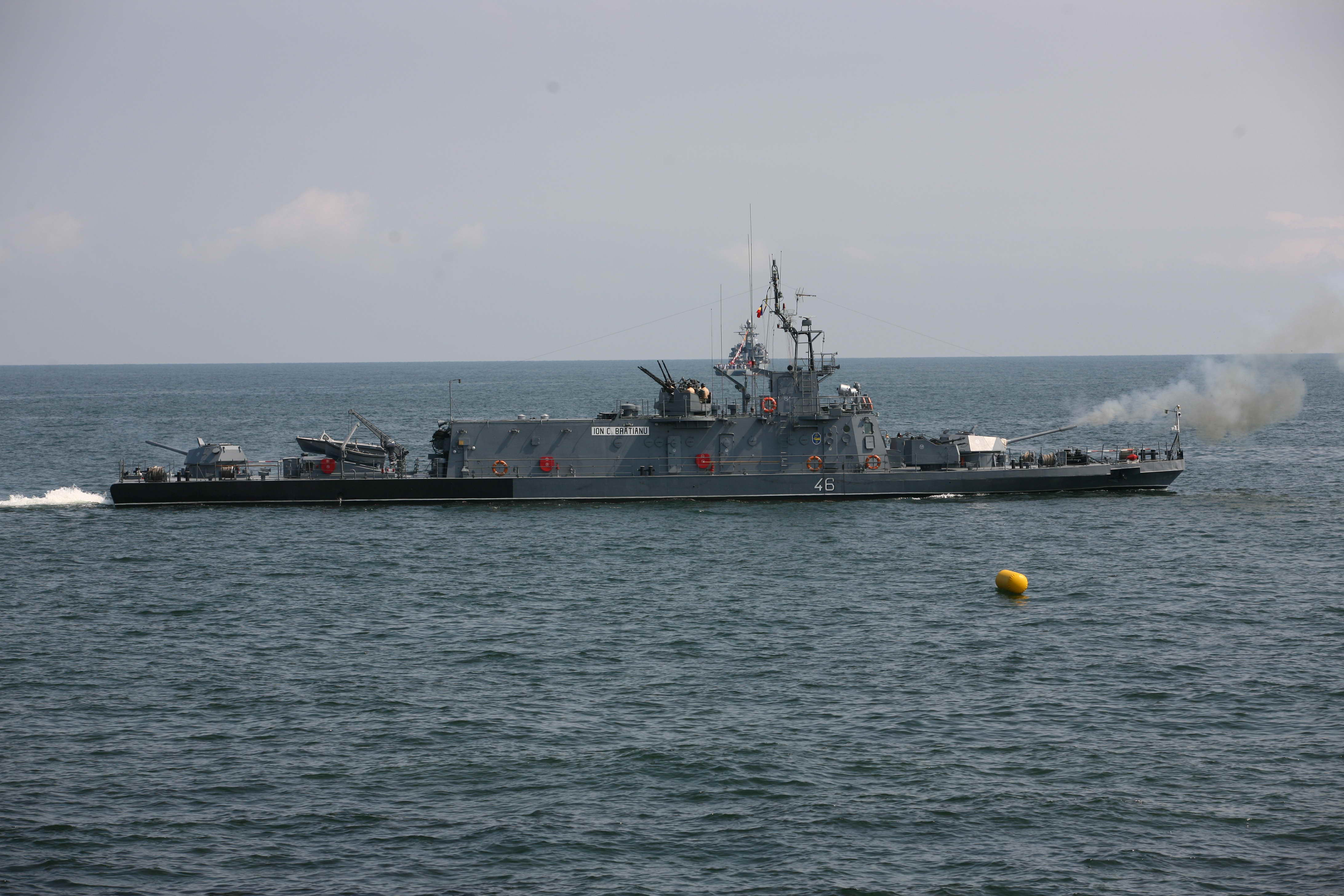
Сучасний румунський монітор «Ion C. Brătianu» (F-46)

Значне поповнення румунські сили на Дунаї отримали в 1970-х роках, коли були побудовані 18 артилерійських катерів типу VB 76. А в 1980-ті рр. Румунія відновила традицію будівництва моніторів (у Росії такі кораблі тепер класифікуються як малі артилерійські кораблі): було розпочато будівництво кораблів типу «Грівіца» (у самій Румунії вони класифікувались як «бронекатери»), а потім і більших «Міхаіл Когельничану».
У 1990-ті рр. річкові сили отримали новий розвиток. 30 березня 1995 р. в Бреїлі був створений штаб Дунайської флотилії, і 15 квітня того ж року флотилія була відтворена.
У першому десятилітті XXI століття Дунайська флотилія зазнала нових значних змін: в 2001 р. припинили своє існування 24-та річкова бригада в Браїлі і 27-ма річкова і морська бригада в Тульчі, у 2005 р. було створено Командування військово-морськими операціями на річці (Componenta Fluvialâ a Comandamentului Operaţional Naval), в 2007 р. на її основі — Річкова служба (Serviciul Fluvial).

## Сучасна організація
Річкова флотилія «Міхаіл Когельничану» (Flotilei Fluviale «Mihail Kogălniceanu») є частиною військово-морських сил Румунії. її командування розташовується у місті Бреїла.
До складу флотилії входять:
- 307-й полк морської піхоти
- 67-й дивізіон артилерійських кораблів
  - секція моніторів
  - секція артилерійських катерів
- 88-й дивізіон річкових катерів «Адмірал Георге Санду» (Divizionul 88 vedete fluviale «Amiral Gheorghe Sandu»)
- 131-й дивізіон суден забезпечення з секціями у Бреїлі та Тульчі.

## Абревіатури та переклад назв класів кораблів
- M — monitoare — монітори
- Canonierele — канонерські човни
- V — Vedete — торпедні або сторожові катери
- VB — vedete blindate — бронекатери/артилерійські катери
- VD — vedete dragoare — катерні тральщики
- VG — артилерійські катери/сторожові катери
- SD — şalupe dragoare — катерні тральщики
- Şalupe — катери
- Remorchere — буксири

## Фотогалерея

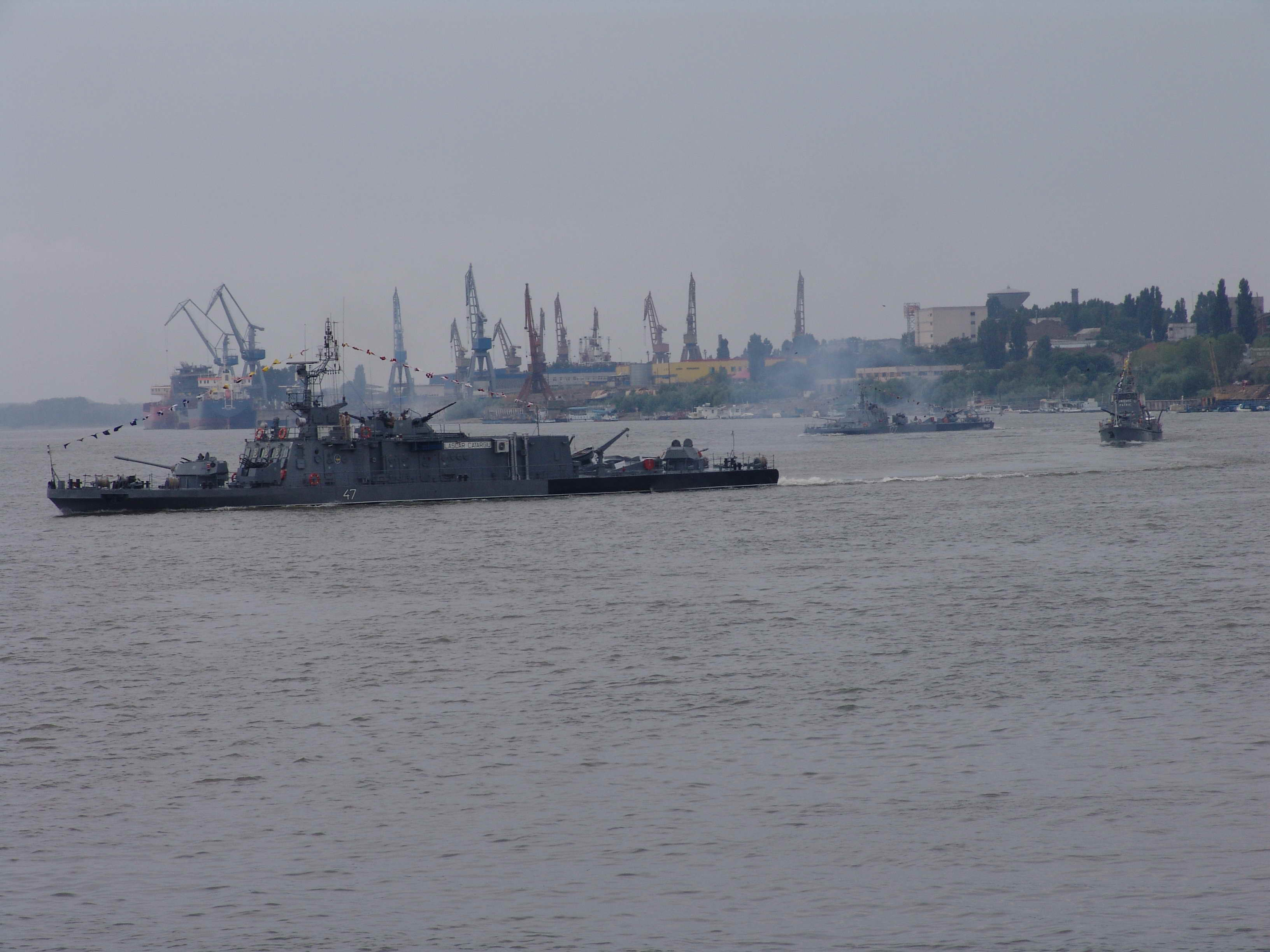
Румунський монітор F-47
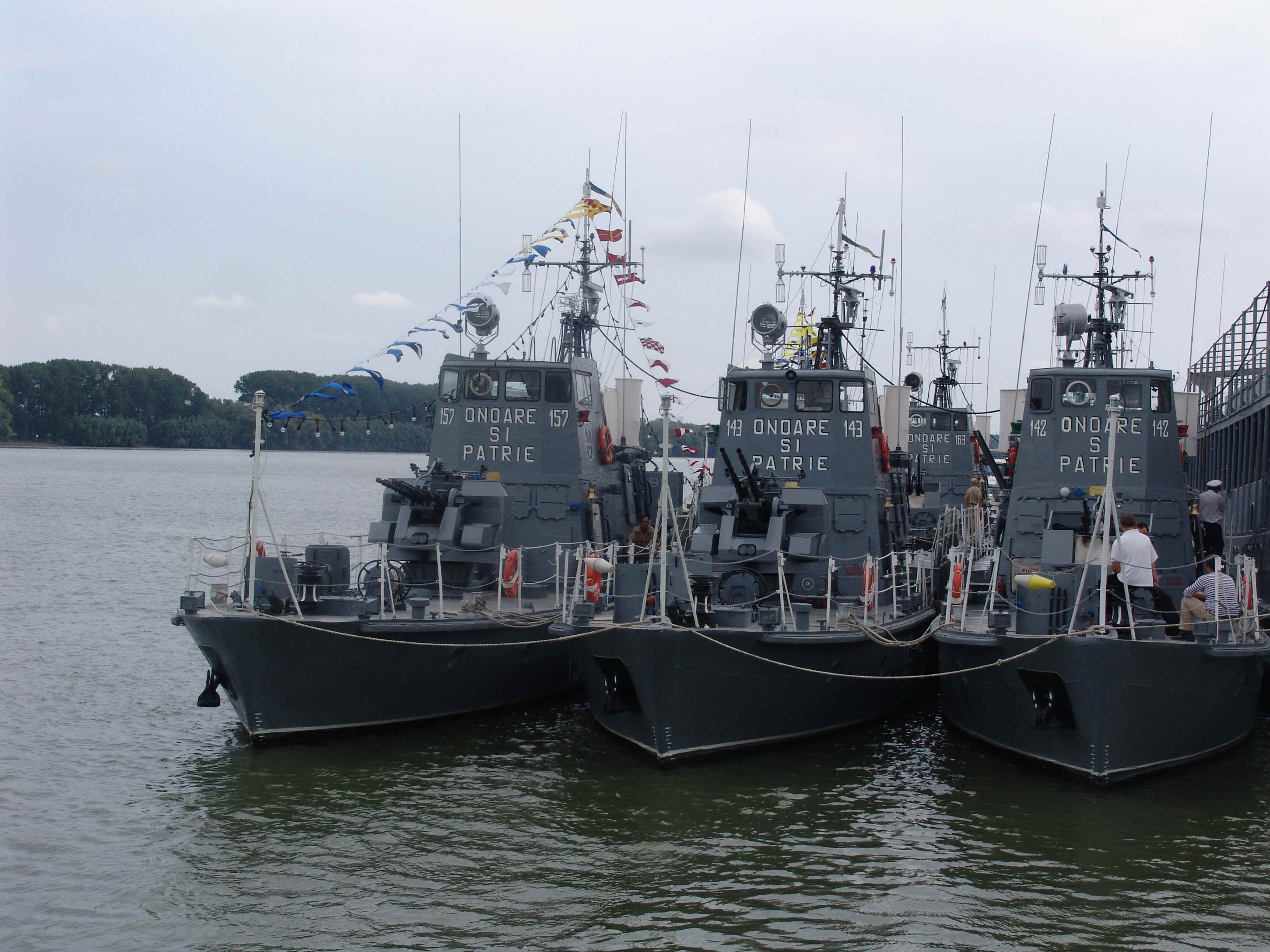
Тральщики VD 157, VD 143 і VD 142
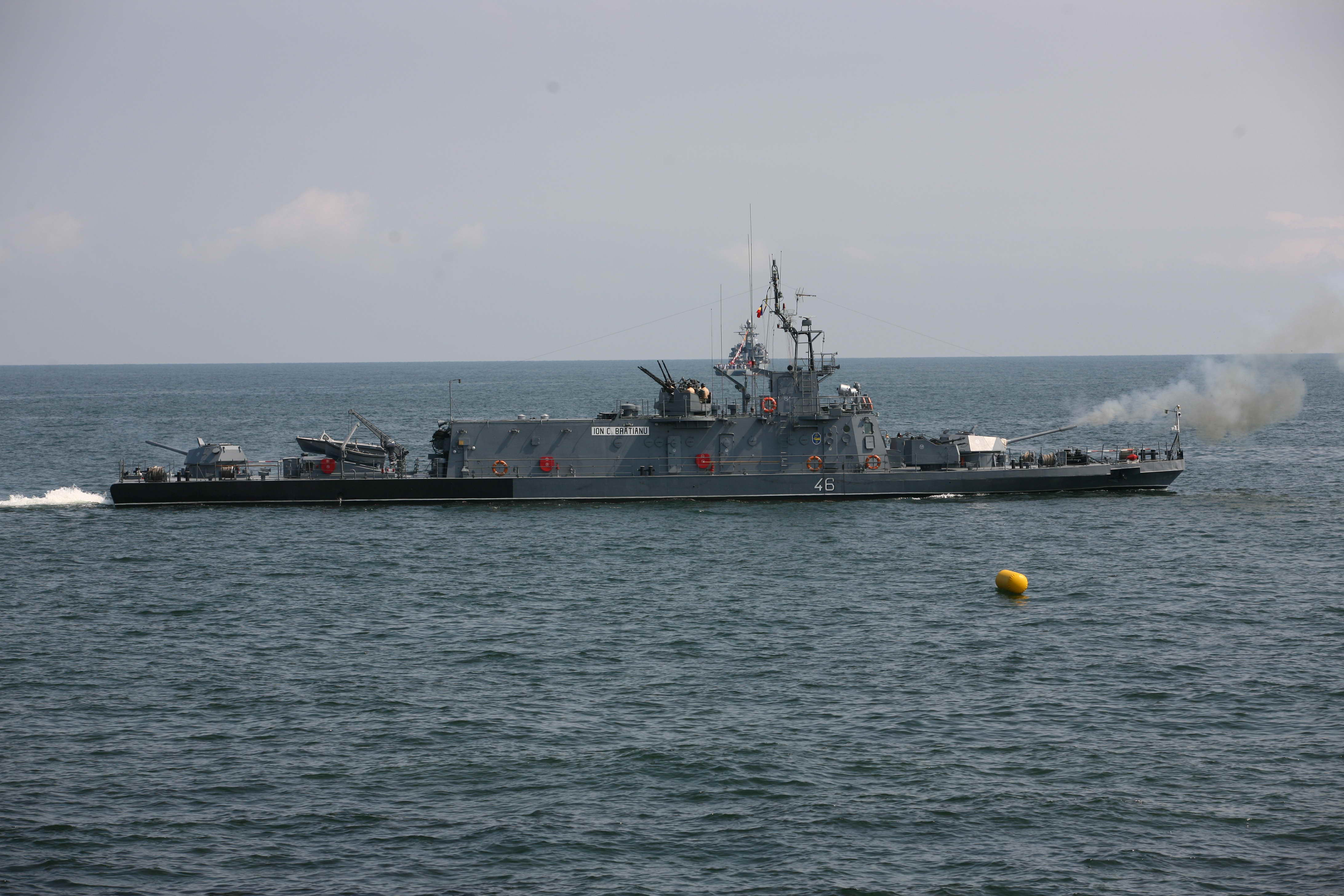
Монітор «І.К.Братіану» (F-46)